# سیرکا پولکونن
سیرکا پولکونن (انگلیسی: Sirkka Polkunen؛ ۶ نوامبر ۱۹۲۷ – ۲۸ سپتامبر ۲۰۱۴) اسکی‌باز اسکی صحرانوردی اهل فنلاند بود که در المپیک ۱۹۵۲ و ۱۹۵۶ شرکت کرد. او در سال ۱۹۵۶ در ماده امدادی ۳×۵ کیلومتر مدال طلا گرفت و در سال ۱۹۵۲ و ۱۹۵۶ در ماده ۱۰ کیلومتر انفرادی به ترتیب پنجم و هشتم شد. پولکونن همچنین در مسابقات اسکی جهانی 1954 FIS Nordic Ski در ماده امدادی ۳×۵ کیلومتر مدال نقره کسب کرد و در ۱۰ کیلومتر در آن مسابقات به مقام ششم دست یافت.
پولکونن هرگز موفق به کسب عنوان ملی نشد و در سال‌های ۱۹۵۱، ۱۹۵۳، ۱۹۵۴ و ۱۹۵۶ مقام دوم را در بیش از ۱۰ کیلومتر کسب کرد. پولکونن به عنوان اپراتور لودر و بسته‌بندی در کارخانه باروت Vihtavuori کار کرد و در سال ۱۹۵۷ از مسابقات بازنشسته شد.
وی در مسابقات کشوری و بین‌المللی در مجموع برندهٔ ۱ مدال طلا، ۱ مدال نقره شده‌است.

## نتایج اسکی بین کشوری
همه نتایج از فدراسیون بین‌المللی اسکی (FIS) تهیه شده‌است.

### بازی‌های المپیک
۱ مدال - (۱ طلا)
| سال  | سن | ۱۰ کیلومتر | ۳ × ۵ کیلومتر رله |
| ---- | -- | ---------- | ----------------- |
| ۱۹۵۲ | ۲۴ | ۵          | بدون مدال         |
| ۱۹۵۶ | ۲۸ | ۸          | طلا               |

قهرمانی جهان
۱ مدال - (۱ نقره)
| سال  | سن | ۱۰ کیلومتر | ۳ × ۵ کیلومتر {{سخ}} رله |
| ---- | -- | ---------- | ------------------------ |
| 1954 | ۲۶ | ۶          | نقره                     |